# France 3 Grand Est
France 3 Grand Est est l'une des 13 directions régionales et territoriales de France 3 (groupe France Télévisions) regroupant trois antennes de proximité du Grand Est : France 3 Alsace, France 3 Champagne-Ardenne et France 3 Lorraine.

## Histoire
Pour se conformer au nouveau découpage administratif, issu de la réforme territoriale de 2014 et à la volonté de doubler le temps d'antenne des programmes régionaux, la direction de France Télévisions annonce, le 15 décembre 2016, une réorganisation de son réseau régional pour janvier 2017. Les 4 pôles de gouvernance, provenant du découpage de 2009, sont abandonnées au profit de 13 directions régionales, correspondant aux limites administratives des régions de la réforme territoriale de 2014. Les 24 antennes de proximité sont maintenues au sein des 13 directions régionales,. 
En janvier 2017, la direction régionale de France 3 Grand Est est créée, regroupant les antennes de proximité France 3 Alsace, France 3 Champagne-Ardenne et France 3 Lorraine.

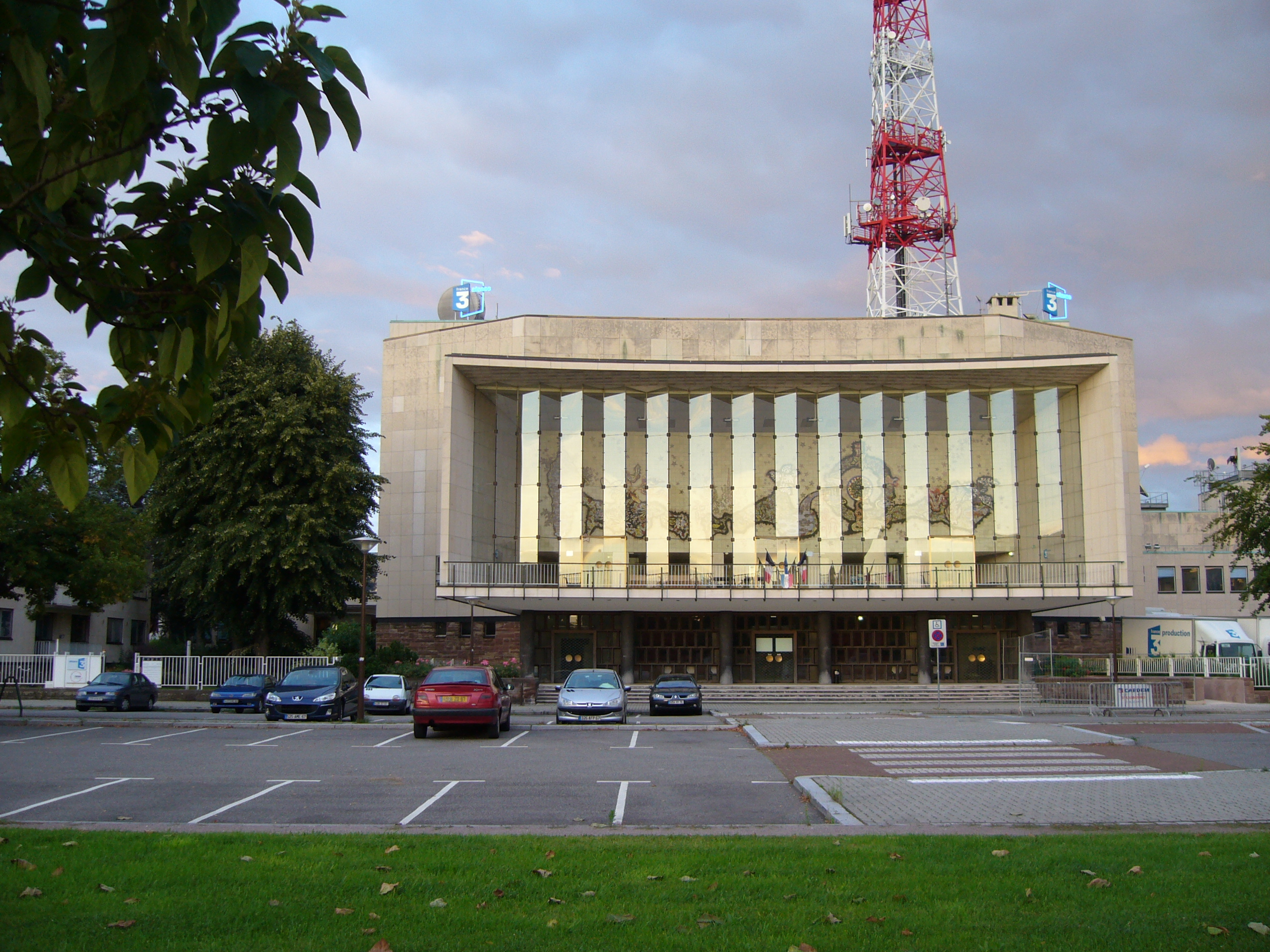
Siège de France 3 Grand Est à Strasbourg

## Missions
La direction régionale sert à la création de contenus audiovisuels pour les trois antennes de proximité appelés à se développer à l'avenir, mais une autonomie éditoriale est maintenue pour les antennes locales (journaux télévisés du 12/13 et du 19/20). Dans le cadre de ce changement, France 3 Grand Est mutualise sur son site internet les contenus diffusés sur France 3 Alsace, France 3 Champagne-Ardenne et France 3 Lorraine et traite de l'information de la région en temps réel.